# Association sportive Central Sport
 (novembre 2007).
Si vous disposez d'ouvrages ou d'articles de référence ou si vous connaissez des sites web de qualité traitant du thème abordé ici, merci de compléter l'article en donnant les références utiles à sa vérifiabilité et en les liant à la section « Notes et références ».
Maillots
L'Association Sportive Central Sport, ou AS Central Sport, est un club de football tahitien, section du club omnisports du même nom. Il a été fondé par un prêtre breton adepte du Stade rennais et dont il a hérité des couleurs. Central Sport est de très loin le club le plus illustre et le plus titré de l'histoire du football tahitien avec 21 titres de champion de Tahiti et 18 coupes de Tahiti. Il a notamment gagné le championnat huit fois consécutivement de 1972 à 1979, réalisant onze doublés championnat-coupe.Pour la première fois depuis 31 ans, AS central sport redeviens champion le 18 mai 2018 en battant la sélection tahitienne U19 sur le score de 6-0.

## Historique

### 1950-1970
Dans les années 50, le football est déjà populaire à Tahiti lorsque Central remporte la première de ses nombreuses victoires en coupe de Tahiti, avec des parties très disputées avec l'AS Jeunes Tahitiens, Fei Pi, Excelsior, Punaruu, etc. À cette époque, Central est donc pleinement une équipe de Coupe et c'est ensuite à partir de 1962 qu'il va commencer à dominer la Division d'Honneur. C'est en déjà quadruple champion de Tahiti qu'il accueille, en 1966, la première équipe professionnelle visitant Tahiti, sur le terrain de Fautaua. Le SC Toulon, alors en Division 2 française, s'impose de justesse 3-2, avec dans ses rangs un certain Claude Carrara, futur joueur de Central et sélectionné de Tahiti. En 1967, pour la première finale de la Coupe de Tahiti jouée en nocturne au stade de Fautaua, Central Sport est à nouveau à l'honneur en s'imposant 1-0 devant les Jeunes Tahitiens.

### 1970-1985
Novembre 1974 marque un nouveau tournant dans l'histoire du club et du football tahitien. À Nouméa (Nouvelle-Calédonie), pour la 1re édition du Tournoi du Pacifique qualificatif pour le 7e tour de la Coupe de France, l'AS Central bat l'US Yate par 3-2 et devient le 1er club tahitien à participer à la Coupe de France, ce qui fait l'effet d'une bombe et augmente d'un  cran la popularité du football à Tahiti. Ensuite, en janvier 1975, c'est le 1er déplacement historique en Métropole pour une défaite in extremis 2-1 contre l'US Malakoff, futur promu en Ligue 2 cette saison-là.
Central domine alors le football tahitien de la tête et des épaules, enfilant des titres comme d'autres des perles. Son attaque écrase (ou presque) consciencieusement tous les adversaires du territoire où seul Pirae semble résister. L'effectif, déjà redoutable et emmené par Carrara et Bennett, est étoffé par Waoute (du Vanuatu) et Voirin lors de l'exercice 1978. Les autres clubs semblent ne pas pouvoir s'organiser afin de faire faire preuve de constance, alors que le public tahitien commence à être fiu (l'équivalent tahitien de "lassé") de cette domination.
Après avoir écrasé le championnat, Central passe la vitesse supérieure. L'exploit arrive le samedi 30 décembre 1978 au stade Pater à Papeete : Emmené par son buteur emblématique, Errol Bennett, Central bat l'US Orléans 3-0, équipe de Division 2 qui sera finaliste de la Coupe de France la saison suivante ! En septembre 1979, le milieu de terrain de Central et de l'équipe de Tahiti Xavier Voirin est engagé par l'AS Saint-Etienne, une réussite considérable même si ce joueur n'arrivera pas à s'imposer. Central continue à enfiler les titres de champion de Tahiti comme d'autres enfilent les perles et, en décembre 1981, c'est à nouveau l'exploit lors du 7e tour de Coupe de France à Papeete : une victoire 4-2 (après prolongations) sur l'AS Béziers, alors en Division 2. Enfin, en août 1985, le footballeur professionnel Philippe Redon (ex-Stade rennais) arrive à Papeete. Il y restera quelques mois, aidant Central à s'emparer, sans connaître la moindre défaite, de son 20e titre de champion de Tahiti.

### 1985 à aujourd'hui
Mais ce dernier titre de 1985 est le chant du cygne. Depuis, Central n'a pu s'emparer que de deux coupes de Tahiti, connaissant sa dernière finale en 2000, lors de sa déroute (0-6) face à l'AS Vénus. Le club sera même relégué de la Division d'Honneur. Échouant à deux points du titre en 2000-2001, Central Sport se sauve de peu la saison suivante et rechute en 2002-2003. Lorsque la nouvelle Ligue Fédérale remplace la vieille Division d'Honneur en 2004-05, Central vient de remonter… En 2005-06, Central rate d'un point la qualification pour les play-off. Au lieu de se battre pour le titre, il sombre en juin 2006 et descend à nouveau de Ligue Fédérale. En 2006-07, il se bat pour remonter d'Excellence (ancienne 1re division). Central reste aussi le fier club du président de la Fédération Tahitienne de Football, Eugène Haereraaroa, élu le 7 mai 2004, et qui reste le Président de l'AS Central Omnisports. En 2007-08, Central fait de nouveau partie de l'élite du football tahitien.
C’est alors qu’en 2018, après avoir essuyé tant d’échecs et de changements, l’As Central sport redevient enfin champion de Tahiti en remportant le graal pour un club polynésien c’est-à-dire remporter le championnat de Tahiti en n’encaissant aucun défaite sous l’ordre de son nouvel entraînement Efrain Araneda, qui est nommé Entraîneur principal de l’équipe première après le départ de Cyril Klosek. 
Ce titre de champion représente beaucoup pour le club, premièrement cela vient récompenser tous les efforts fournis par le club depuis tant d’années afin de retrouver le plus haut niveau. 
Afin d’arriver à cette consécration, le club a dû notamment recruter Asen Timiona qui a ramené le club en Ligue 1 afin de rejouer parmi l’élite polynésienne. À la suite de cela, le club fait un grand choix, certainement le meilleur de toute son histoire moderne, en recrutant un certain Cyril Klosek qui était un jeune entraîneur en début de carrière en ce temps, diplôme d’une Licence Staps et d’un Master en Motricité et de plusieurs diplômes de football notamment comme le BMF, le DES et la Licence A UEFA.
À son arrivée en 2016, Cyril fait entrer le club dans une autre dimension en mettant en place  une structure solide et en instaurant de nouvelles règles afin d’encadrer correctement l’école de foot du club et en même temps ramener l’équipe première à son top qui avait déjà de solides bases grâce à son ancien entraîneur Timiona Asen. 
Les 2 saisons qui vont suivre son arrivée vont être de francs succès avec une place de 3e la première saison et une 2e place la saison suivant significative d’une qualification pour une OFC Champions League, la meilleure compétition de football en Océanie en club, ce fut la première participation pour le club à cette compétition en Nouvelle-Calédonie. 
C’est tout ces enchaînements d’événements positifs qui ont ramené la saison suivante l’As Central sport sur le toit du football polynésien en remportant leur dernier titre de Champion de Polynésie en remportant la Ligue 1 Vini en 2018, avec à sa tête Efrain Araneda qui a repris l’équipe après le départ de Cyril vers le Moyen Orient où il deviendra Directeur Technique des académies de Football du Moyen-Orient. 
Ce titre de champion signifie énormément pour le club car il arrive plusieurs années après le dernier titre remporté par l’As Central Sport.

## Palmarès
- Champion de Tahiti : 1955, 1958, 1962, 1963, 1964, 1965, 1966, 1967, 1972, 1973, 
1974, 1975, 1976, 1977, 1978, 1979, 1981, 1982, 1983, 1985 et 2018.
- Vainqueur de la Coupe de Tahiti : 1950, 1953, 1954, 1957, 1961, 1962, 1966, 1967, 1972, 
1973, 1975, 1976, 1977, 1979, 1981, 1983, 1988 et 1995.
- Matches de référence en Coupe de France :
  - 1978-79, 7e tour

AS Central Sport b. US Orléans (Ligue 2) 3-0 à Papeete
- - 1981-82, 7e tour

AS Central Sport b. AS Béziers (Ligue 2) 4-2 (après prolongations) à Papeete.